# Angel (Comiczeichner)
Angel (* 30. Dezember 1969 in Barcelona) ist ein spanischer Comiczeichner, der unter anderem Disneycomics zeichnet.

## Leben
Angel wurde am 30. Dezember 1969 in Barcelona geboren. Auf den Rat eines Lehrers hin begann Angel im Alter von 13 Jahren, sich intensiver mit dem Zeichnen auseinanderzusetzen und nahm bald Privat-Stunden. Mit 19 Jahren war er selber hauptberuflicher Künstler.
Er probierte viele verschiedene Dinge aus, so zeichnete er bereits erotische Themen und hatte 1991/2 einen Comicstrip namens „Flip und Flop“. Erfahrungen sammelte er außerdem im Bereich der Werbe- und TV-Animation und zeichnete bei Comicup für das Deutsche Magazin KNAX. Dann begann er mit Illustrationen für Disney-Kinderbücher und sah darin schnell eine besondere Herausforderung. Ab 1993 zeichnete er somit Donald-Duck- und Micky-Maus-Geschichten für das Französische „Journal de Mickey“, was er bis heute tut.

## Stil
Als Charakter mag Angel Donald Duck zwar lieber, zum Zeichnen gefällt ihm allerdings Micky Maus besser. Ferner zeichnet er vorzugsweise abenteuerliche Comics beispielsweise mit Burgen und Rittern oder Tiere, das Zeichnen ist für ihn „Arbeit und Entspannung zugleich“. Heute zeichnet er Disneycomics und illustriert beispielsweise für Winnie Puuh.